# Nord (circumscripció de la Cambra de Diputats de Luxemburg)

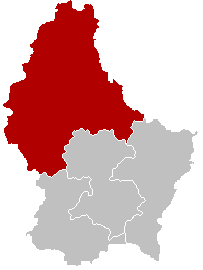
Circumscripció Nord dins de Luxemburg.

La circumscripció Nord és una circumscripció electoral per la legislatura nacional de Luxemburg, la Cambra de Diputats.
Inclou els cantons de Clervaux, Diekirch, Redange, Vianden i Wiltz, que conformen el Districte de Diekirch. L'any 2005, el Nord tenia una població calculada de 70.826, o un 16% de la població total de Luxemburg.
Al Nord actualment s'elegeixen nou diputats, el menor nombre de les circumscripcions luxemburgueses. Segons el sistema electoral de Luxembrug, el qual és una forma del sistema Hagenbach-Bischoff, que significa que cada votant pot votar fins a nou candidats diferents. El vot a Luxemburg és obligatori. Aquests dos factors junts provoquen que hi hagi, de lluny, més vots dipositats que membres de l'electorat.

## Eleccions de 2009

### Resum de resultats
Resum de les eleccions del 7 de juny de 2009 de la circumscripció Nord en les Eleccions legislatives luxemburgueses de 2009 a la Cambra de Diputats de Luxemburg
| Partit                              | Partit                                      | Vots    | %     | Escons |
| ----------------------------------- | ------------------------------------------- | ------- | ----- | ------ |
|                                     | Partit Popular Social Cristià               | 114,658 | 39.60 | 4      |
|                                     | Partit Democràtic                           | 52,653  | 18.18 | 2      |
|                                     | Partit Socialista dels Treballadors         | 50,408  | 17.41 | 1      |
|                                     | Els Verds                                   | 31,223  | 10.78 | 1      |
|                                     | Partit Reformista d'Alternativa Democràtica | 29,710  | 10.26 | 1      |
|                                     | L'Esquerra                                  | 5,785   | 2.00  | -      |
|                                     | Partit Comunista                            | 2,836   | 0.98  | -      |
|                                     | Llista dels Ciutadans                       | 2,286   | 0.79  | -      |
| Total                               | Total                                       | 289,559 |       | 9      |
| Font: Centre Informatique de l'État |                                             |         |       |        |

## Eleccions de 2004

### Resum dels resultats
Resum de les eleccions del 13 de juny de 2004 de la circumscripció Nord en les Eleccions legislatives luxemburgueses de 2004 a la Cambra de Diputats de Luxemburg
| Partit                              | Partit                                      | Vots    | %    | Escons |
| ----------------------------------- | ------------------------------------------- | ------- | ---- | ------ |
|                                     | Partit Popular Social Cristià               | 100,922 | 36.3 | 4      |
|                                     | Partit Democràtic                           | 56,246  | 20.2 | 2      |
|                                     | Partit Socialista dels Treballadors         | 43,819  | 15.8 | 1      |
|                                     | Partit Reformista d'Alternativa Democràtica | 40,991  | 14.7 | 1      |
|                                     | Els Verds                                   | 30,294  | 10.9 | 1      |
|                                     | L'Esquerra                                  | 3,725   | 1.3  | -      |
|                                     | Partit Lliure de Luxemburg                  | 1,916   | 0.7  | -      |
| Total                               | Total                                       | 277,913 |      | 9      |
| Font: Centre Informatique de l'État |                                             |         |      |        |

### Diputats escollits

#### Comitè d'Acció per a la Justícia i la Democràcia dels Pensionistes
- Jean-Pierre Koepp

#### Partit Popular Social Cristià
- Marie-Josée Jacobs
- Ali Kaes
- Marco Schank
- Lucien Weiler

#### Partit Democràtic
- Emile Calmes
- Charles Goerens

#### Partit Socialista dels Treballadors
- Romain Schneider

#### Els Verds
- Camille Gira

## Eleccions de 1999

### Resum dels resultats
Resum de les eleccions del 13 de juny de 1999 de la circumscripció Nord en les Eleccions legislatives luxemburgueses de 1999 a la Cambra de Diputats de Luxemburg
| Partit                              | Partit                                      | Vots    | %    | Escons |
| ----------------------------------- | ------------------------------------------- | ------- | ---- | ------ |
|                                     | Partit Popular Social Cristià               | 80,682  | 31.3 | 3      |
|                                     | Partit Democràtic                           | 62,371  | 24.3 | 2      |
|                                     | Partit Reformista d'Alternativa Democràtica | 43,146  | 16.7 | 2      |
|                                     | Partit Socialista dels Treballadors         | 42,643  | 16.5 | 1      |
|                                     | Els Verds                                   | 23,640  | 9.2  | 1      |
|                                     | L'Esquerra                                  | 3,656   | 1.4  | -      |
|                                     | Aliança Verda i Liberal                     | 1,986   | 0.8  | -      |
| Total                               | Total                                       | 258,124 |      | 9      |
| Font: Centre Informatique de l'État |                                             |         |      |        |

### Diputats escollits

#### Comitè d'Acció per a la Justícia i la Democràcia dels Pensionistes
- Jean Colombera
- Jean-Pierre Koepp

#### Partit Popular Social Cristià
- Marie-Josée Jacobs
- Marco Schank
- Lucien Weiler

#### Partit Democràtic
- Emile Calmes
- Charles Goerens

#### Partit Socialista dels Treballadors
- Georges Wohlfart

#### Els Verds
- Camille Gira